# Kaieteur International Airport
Kaieteur International Airport är en flygplats i Guyana. Den ligger i regionen Potaro-Siparuni, i den centrala delen av landet, nordöst om Kaieteur. Kaieteur International Airport ligger 444 meter över havet.
Terrängen runt Kaieteur International Airport är platt åt sydväst, men åt nordost är den kuperad. I omgivningarna runt Kaieteur International Airport växer i huvudsak städsegrön lövskog.